# X Capricorni
X Capricorni är en pulserande variabel av Mira Ceti-typ  i stjärnbilden Stenbocken.
Stjärnan varierar mellan visuell magnitud +10,2 och svagare än 15 med en period av 217,94 dygn.